# قین‌سخت
قین‌سخت (به کردی: قنسەخت) روستایی از دهستان کلاشی از توابع بخش کلاشی شهرستان جوانرود در استان کرمانشاه ایران است.